# Daniel Varela Suanzes-Carpegna
Daniel Luís Varela Suanzes-Carpegna (ur. 1 kwietnia 1951 w Lugo) – hiszpański i galisyjski polityk, prawnik, od 1994 do 2009 deputowany do Parlamentu Europejskiego IV, V i VI kadencji.

## Życiorys
W 1974 ukończył studia prawnicze na Uniwersytecie w Santiago de Compostela. Kształcił się na podyplomowych studiach z zakresu stosunków międzynarodowych i dyplomacji. Odbył staż urzędniczy w Komisji Europejskiej. Od 1985 do 1993 pracował jako doradca prawny przy rządzie regionalnym w Galicji, odpowiadał jako komisarz regionalny za przygotowania do Expo 1992.
W 1994, 1999 i 2004 uzyskiwał mandat deputowanego do Parlamentu Europejskiego z ramienia Partii Ludowej. Zasiadał w grupie chadeckiej, był przewodniczącym Komisji Rybołówstwa (1999–2002) i wiceprzewodniczącym Komisji Handlu Zagranicznego (2004–2007). Z PE odszedł w marcu 2009, na kilka miesięcy przed końcem kadencji, w związku z wyborem do Parlamentu Galicji.